# Campeonato da Europa de Atletismo de 2016 - Lançamento de martelo feminino

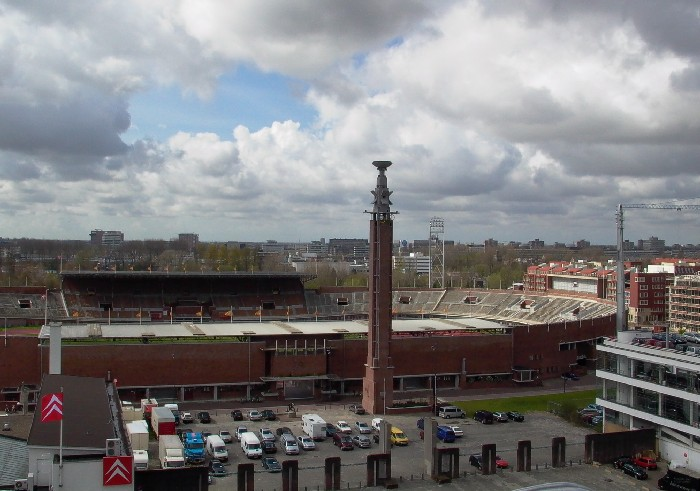
Estádio Olímpico de Amesterdão onde ocorreu o Campeonato da Europa de Atletismo em 2016

A prova do lançamento de martelo feminino do Campeonato da Europa de Atletismo de 2016 foi disputada entre os dias 6 e 8 de julho de 2016 no Estádio Olímpico de Amsterdã em Amesterdão,  nos Países Baixos. 

## Recordes
Antes desta competição, os recordes mundiais e do campeonato nesta prova eram os seguintes:
|                       | Nome             | Nacionalidade | Distância | Local        | Data                 |
| --------------------- | ---------------- | ------------- | --------- | ------------ | -------------------- |
| Recorde mundial       | Anita Włodarczyk | Polónia       | 81m08cm   | Władysławowo | 1 de agosto de 2015  |
| Recorde do campeonato | Anita Włodarczyk | Polónia       | 78m76cm   | Zurique      | 15 de agosto de 2014 |
| Recorde europeu       | Anita Włodarczyk | Polónia       | 81m08cm   | Władysławowo | 1 de agosto de 2015  |

## Medalhistas
| Ouro                   | Prata               | Bronze             |
| Anita Włodarczyk (POL) | Betty Heidler (GER) | Hanna Skydan (AZE) |

## Cronograma
Todos os horários são locais (UTC+2).
| Data       | Hora  | Evento       |
| ---------- | ----- | ------------ |
| 6 de julho | 10:45 | Qualificação |
| 8 de julho | 18:10 | Final        |

## Resultados

### Qualificação
Qualificação: Desempenho de 70.00 m (Q) ou os 12 melhores qualificados (q).
| Posição | Grupo | Atleta              | Nacionalidade | #1    | #2    | #3    | Resultados | Notas |
| ------- | ----- | ------------------- | ------------- | ----- | ----- | ----- | ---------- | ----- |
| 1       | B     | Anita Włodarczyk    | Polónia       | 65.79 | 73.94 |       | 73.94      | Q     |
| 2       | A     | Betty Heidler       | Alemanha      | 71.46 |       |       | 71.46      | Q     |
| 3       | B     | Hanna Skydan        | Azerbaijão    | 70.41 |       |       | 70.41      | Q     |
| 4       | A     | Kateřina Šafránková | Chéquia       | 63.61 | 70.04 |       | 70.04      | Q     |
| 5       | A     | Zalina Marghieva    | Moldávia      | x     | 70.04 |       | 70.04      | Q     |
| 6       | A     | Sophie Hitchon      | Grã-Bretanha  | 67.46 | 68.73 | 69.48 | 69.48      | q     |
| 7       | B     | Iryna Novozhylova   | Ucrânia       | 65.33 | 69.42 | 66.80 | 69.42      | q     |
| 8       | B     | Joanna Fiodorow     | Polónia       | 69.35 | x     | 68.99 | 69.35      | q     |
| 9       | A     | Malwina Kopron      | Polónia       | 68.21 | 68.64 | 69.23 | 69.23      | q     |
| 10      | B     | Martina Hrašnová    | Eslováquia    | 68.37 | x     | 65.00 | 68.37      | q     |
| 11      | B     | Tracey Andersson    | Suécia        | 62.76 | 65.89 | 68.08 | 68.08      | q     |
| 12      | B     | Berta Castells      | Espanha       | 68.07 | 66.96 | 63.53 | 68.07      | q     |
| 13      | B     | Merja Korpela       | Finlândia     | 67.78 | 67.33 | 64.72 | 67.78      |       |
| 14      | B     | Marina Nichișenco   | Moldávia      | 66.89 | 67.76 | x     | 67.76      |       |
| 15      | A     | Alena Sobaleva      | Bielorrússia  | 66.78 | 65.37 | x     | 66.78      |       |
| 16      | A     | Inga Linna          | Finlândia     | 64.91 | 66.01 | 66.53 | 66.53      |       |
| 17      | B     | Kıvılcım Salman     | Turquia       | x     | 65.97 | 62.23 | 65.97      |       |
| 18      | A     | Éva Orbán           | Hungria       | x     | 65.86 | 65.40 | 65.86      |       |
| 19      | A     | Alyona Shamotina    | Ucrânia       | x     | 65.69 | 65.29 | 65.69      |       |
| 20      | B     | Barbara Špiler      | Eslovênia     | 65.56 | x     | 61.82 | 65.56      |       |
| 21      | A     | Laura Redondo       | Espanha       | 65.23 | 63.82 | x     | 65.23      |       |
| 22      | B     | Charlene Woitha     | Alemanha      | 62.72 | 63.82 | 64.90 | 64.90      |       |
| 23      | A     | Marinda Petersson   | Suécia        | 64.65 | x     | 62.33 | 64.65      |       |
| 24      | A     | Alena Krechyk       | Bielorrússia  | 64.42 | 61.30 | x     | 64.42      |       |
| 25      | B     | Kathrin Klaas       | Alemanha      | 60.61 | 64.39 | x     | 64.39      |       |
| 26      | B     | Hanna Malyshik      | Bielorrússia  | 63.16 | x     | x     | 63.16      |       |
| 27      | A     | Veronika Kaňuchová  | Eslováquia    | 62.86 | x     | x     | 62.86      |       |
| 28      | A     | Tuğçe Şahutoğlu     | Turquia       | 62.37 | 61.91 | 61.30 | 62.37      |       |
| 29      | A     | Alexandra Tavernier | França        | x     | x     | x     | NM         |       |
| 29      | B     | Fruzsina Fertig     | Hungria       | x     | x     | x     | NM         |       |

### Final
| Posição           | Atleta              | Nacionalidade | #1    | #2    | #3    | #4    | #5    | #6    | Resultados | Notas                |
| ----------------- | ------------------- | ------------- | ----- | ----- | ----- | ----- | ----- | ----- | ---------- | -------------------- |
| Medalha de ouro   | Anita Włodarczyk    | Polónia       | 72.82 | 75.73 | 77.11 | 77.65 | 78.12 | 78.14 | 78.14      |                      |
| Medalha de prata  | Betty Heidler       | Alemanha      | 71.27 | 73.19 | 75.77 | 71.31 | 73.64 | 74.35 | 75.77      | Recorde da temporada |
| Medalha de bronze | Hanna Skydan        | Azerbaijão    | x     | 71.07 | 73.83 | 72.20 | 73.69 | 69.89 | 73.83      |                      |
| 4                 | Sophie Hitchon      | Grã-Bretanha  | 70.91 | 71.74 | 71.33 | 70.03 | 71.59 | 71.41 | 71.74      |                      |
| 5                 | Zalina Marghieva    | Moldávia      | 70.26 | 68.25 | 71.04 | 70.49 | 68.77 | 71.73 | 71.73      |                      |
| 6                 | Malwina Kopron      | Polónia       | 70.91 | 68.32 | 67.66 | x     | x     | 69.41 | 70.91      |                      |
| 7                 | Martina Hrašnová    | Eslováquia    | 70.62 | 67.95 | 70.02 | 69.75 | x     | 69.82 | 70.62      |                      |
| 8                 | Iryna Novozhylova   | Ucrânia       | 70.18 | 68.34 | 64.69 | 66.85 | 68.74 | x     | 70.18      |                      |
| 9                 | Kateřina Šafránková | Chéquia       | 69.55 | 68.37 | x     |       |       |       | 69.55      |                      |
| 10                | Joanna Fiodorow     | Polónia       | 68.80 | 69.35 | 69.48 |       |       |       | 69.48      |                      |
| 11                | Tracey Andersson    | Suécia        | 67.08 | 65.03 | x     |       |       |       | 67.08      |                      |
| 12                | Berta Castells      | Espanha       | x     | x     | 63.27 |       |       |       | 63.27      |                      |

Legenda
| Recorde mundial       | Recorde mundial (World record)               |                       | Recorde africano                      | Recorde africano (African) |                                           | Q | Classificado por posição (Qualified) |
| Recorde do campeonato | Recorde do campeonato (Championship record)  | Recorde da América    | Recorde da América (Americas)         | q                          | Classificado por melhor tempo (Qualified) |   |                                      |
| Melhor marca do ano   | Melhor marca do ano (World leading)          | Recorde asiático      | Recorde asiático (Asian)              | DNS                        | Não largou (Did not start)                |   |                                      |
| Recorde nacional      | Recorde nacional (National record)           | Recorde europeu       | Recorde europeu (European)            | DNF                        | Não terminou (Did not finish)             |   |                                      |
| Recorde pessoal       | Recorde pessoal do atleta (Personal best)    | Recorde da Oceania    | Recorde da Oceania (Oceania)          | DSQ / DQ                   | Desclassificado (Disqualified)            |   |                                      |
| Recorde da temporada  | Recorde da temporada do atleta (Season best) | Recorde sul-americano | Recorde sul-americano (South America) | NM                         | Sem marca (No mark)                       |   |                                      |